# Чемпионат СССР по классической борьбе 1991
60-й чемпионат СССР по классической борьбе прошёл с 18 по 21 июня 1991 года во Дворце спорта «Юность» в Запорожье. Он был проведён параллельно с соревнованиями по классической борьбе на Х летней Спартакиаде народов СССР.

## Медалисты
| Весовая категория            | Золото                        | Серебро                       | Бронза                    |
| ---------------------------- | ----------------------------- | ----------------------------- | ------------------------- |
| До 48 кг Наилегчайший вес    | Жоламан Дауренбеков Тюмень    | Есенкелды Батыргарин Алма-Ата | Юрий Каранкин Ульяновск   |
| До 52 кг Легчайший вес       | Андрей Калашников Новосёлки   | Вилаят Агаев Баку             | Самвел Даниелян Краснодар |
| До 57 кг Полулёгкий вес      | Александр Игнатенко Омск      | Анатолий Романюк Николаев     | Камо Амбарцумов Москва    |
| До 62 кг Лёгкий вес          | Сергей Мартынов Москва        | Александр Шестаков Гродно     | Геннадий Атмакин Саранск  |
| До 68 кг 1-й полусредний вес | Ислам Дугучиев Ростов-на-Дону | Павел Шароглазов Омск         | Олег Токарев Кишинёв      |
| До 74 кг 2-й полусредний вес | Бисолт Дециев Чимкент         | Николай Коваленко Омск        | Х. Малаев Алма-Ата        |
| До 82 кг 1-й средний вес     | Даулет Турлыханов Алма-Ата    | А. Авагян Химки               | А. Алексанян Кумайри      |
| До 90 кг 2-й средний вес     | Сергей Лиштван Минск          | Вячеслав Олейник Мариуполь    | Гоги Когуашвили Москва    |
| До 100 кг Полутяжёлый вес    | Сергей Демяшкевич Минск       | Олег Паршин Саранск           | Анатолий Федоренко Гродно |
| До 130 кг Тяжёлый вес        | Александр Карелин Новосибирск | Андрей Гришин Воронеж         | Сергей Мурейко Кишинёв    |